# Ferran Tallada i Comella
Ferran Tallada i Comella (Barcelona, 14 de novembre de 1881 - 9 de gener de 1937) fou un enginyer i científic català.

## Biografia
Es va llicenciar en ciències i és graduà en enginyeria industrial a la Universitat de Barcelona el 1902. El 1907 fou catedràtic de Càlcul i Mecànica Racional a l'Escola d'Enginyers Industrials de Barcelona. També fou professor de l'Escola del Treball.
El 1903 fou vicesecretari i el 1920 vicepresident de l'Associació d'Enginyers Industrials, el 1911 president de l'Associació Astronòmica de Barcelona i el 1914 ingressà a la Reial Acadèmia de Ciències i Arts. Va escriure a la Revista Tecnológico Industrial i a La Vanguardia divulgant la teoria de la relativitat i defensant el treball de Max Planck. El 1924 fou regidor de l'ajuntament de Barcelona i durant la Segona República Espanyola fou becat del govern republicà per ampliar estudis a París.
En 1955 la Càtedra d'Energia Nuclear de la Universitat de Barcelona va rebre el seu nom. I l'Institut d'ensenyament secundari de la Font d'en Fargues també porta el seu nom.

## Obres
- Consideraciones acerca del espacio (1914)
- Resolución analítica de las ecuaciones algébricas (1929)
- Distribución de las asíntotas de las curvas algébricas (1929)
- Ecuaciones diferenciales lineales (1930)
- Integrales irregulares de las ecuaciones diferenciales lineales (1931)
- El método axiomático en las ciencias físicas (1931)
- Representació de funcions (1936)